# Donaumast
 Donaumast er en højspændingsmast der bærer en 400 kV-luftledning.
Masten er en gittermast af zinkgalvaniseret konstruktionsstål, der står på et fundamentet af jernbeton, og har en højde på ca. 42-44 meter. 
Masten er udstyret med flere jordtråde, der beskytter den mod lynnedslag. I jordtrådene er der integreret lyslederkabeler, der kan anvendes til overvågning og kommunikation.
Masten er placeret i Jylland ved Aalborg, hvor masterne står langs Nordjyske Motorvej E45, hvor den fører højspændingsledningerne ned mod Aarhus. Masterne anvendes til højspændingsledningerne mellem Nordjyllandsværket i Aalborg og Trige nord for Aarhus, samt ved Østjyske Motorvej E45 ved Kolding.